# Paralimna fusca
Paralimna fusca är en tvåvingeart som beskrevs av Bock 1988. Paralimna fusca ingår i släktet Paralimna och familjen vattenflugor. Inga underarter finns listade i Catalogue of Life.